# Thung lũng Treasure

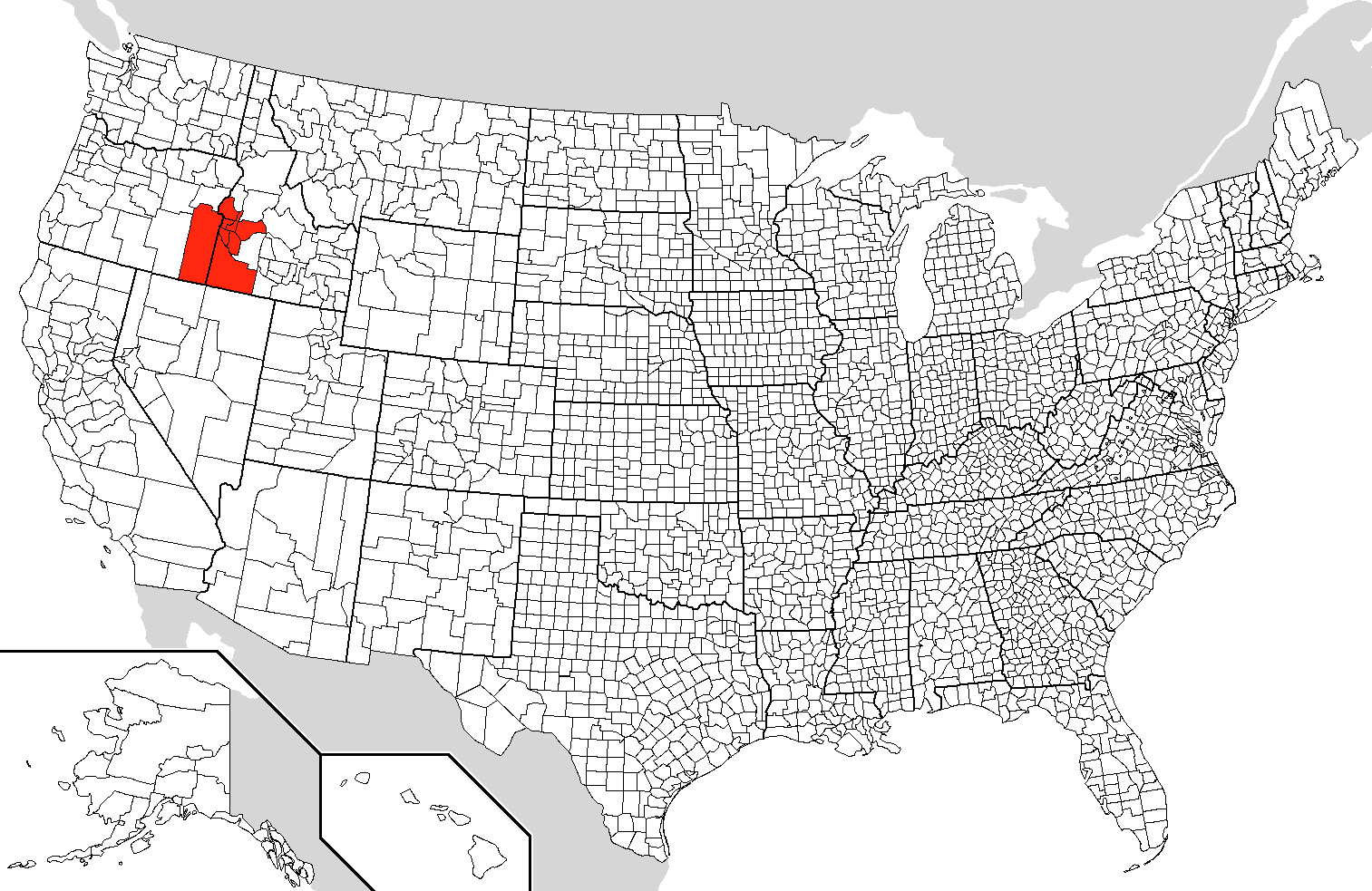
Vị trí Thung lũng Treasure

Thung lũng Treasure là một khu vực nơi các con sông Payette, Parma, Weiser,Ontario và Nyssa hợp lưu với Sông Snake. Các cộng đồng cư dân Oregon là Ontario và Nyssa

## Đặc điểm địa lý
- Mô đất bằng Malheur
- Sông Boise
- Sông Malheur
- Sông Owyhee
- Sông Payette
- Sông Snake
- Sông Weiser

## Các trường cao đẳng
- Cao đẳng Idaho
- Cao đẳng Cộng đồng Thung lũng Treasure